# اکسوداس
اکسوداس (به انگلیسی: Exodus) دوّمین آلبوم استودیویی گروه کره‌ای-چینی اکسو است که در ۳۰ مارس ۲۰۱۵، زیرنظر اس‌ام اینترتینمنت منتشر و توسّط کی‌تی میوزیک، توزیع شد. این دوّمین آلبوم کامل اکسو پس از انتشار اکس‌اواکس‌او در سال ۲۰۱۳ و اوّلین آلبومی بود که پس از جدایی کریس و لوهان از گروه، منتشر گردید. تک‌آهنگ اصلی این آلبوم، «عزیزم بهم زنگ بزن» بود که دو روز پیش از انتشار آلبوم و موزیک ویدیوی آن نیز در ۳۱ مارس ۲۰۱۵، منتشر شد.

در ۳ ژوئن، نسخهٔ بسته‌بندی‌شدهٔ آلبوم با عنوان درست عاشقم باش، منتشر شد که شامل ۴ ترانهٔ جدید بود. اکسو با فروش بیش از یک میلیون نسخه از این دو آلبوم در کمتر از دو ماه، رکورد بیشترین فروش کی-پاپ در کمترین زمان ممکن را از آنِ خود کرد.

## انتشار
بنابر گفتهٔ اس‌ام اینترتینمنت، پیش‌فروش اکسوداس درمجموع به ۵۰۲٬۴۴۰ نسخه رسید.

نسخهٔ کره‌ای آلبوم برای چهار هفتهٔ متوالی، درصدر جدول هفتگی آلبوم‌های گائون قرار داشت و نسخهٔ بسته‌بندی‌شدهٔ آن، دوستم داشته باش، نیز به مدّت دو هفته، درصدر جدول بود. اکسوداس تنها دو روز پس از انتشار، به پرفروش‌ترین آلبوم ربع اوّل سال ۲۰۱۵ تبدیل شد.

در ژاپن نیز، هر دو نسخهٔ کره‌ای و چینی در ۱۰ رتبهٔ اوّل جدول هفتگی آلبوم‌های اریکن جای گرفت.

مجموع فروش این آلبوم در ایالات متحده آمریکا، به ۶٬۰۰۰ نسخه رسید و در هفتهٔ اوّل پس از انتشار، در رتبهٔ ۹۵ بیلبورد ۲۰۰، جای گرفت. به این ترتیب، اکسوداس رکورد بیشترین فروش یک آلبوم کی-پاپ در آمریکا را شکست، این رکورد پیش از آن متعلّق به آلبوم «درهم شکستن» توانی‌وان بود. این آلبوم همچنین درصدر جدول آلبوم‌های جهانی بیلبورد جای گرفت و برای شش هفتهٔ متوالی، درمیان ۱۰ رتبهٔ اوّل قرار داشت.

اکسوداس با فروش ۳۰۳٬۰۰۰ نسخه در هفتهٔ نخست، بیشترین فروش هفتگی را در سطح جهانی داشت. فروش نهایی اکسوداس و نسخهٔ بسته‌بندی‌شدهٔ آن، درمجموع به بیش از یک میلیون نسخه رسید.

## تک‌آهنگ‌ها
نسخهٔ کره‌ای تک‌آهنگ اصلی آلبوم، «عزیزم بهم زنگ بزن»، در جایگاه دوّم و نسخهٔ چینی آن در جایگاه ۳۶ جدول تک‌آهنگ‌های گائون قرار گرفت. این تک‌آهنگ همچنین در رتبهٔ ۹۸ ۱۰۰ آهنگ داغ کانادا جای گرفت. عزیزم بهم زنگ بزن، درمجموع حدود ۸۲۶٬۰۰۰ نسخه در کره جنوبی و ۸۳۱٬۰۰۰ نسخه در سطح جهانی فروخت.

نسخهٔ کره‌ای «درست عاشقم باش»، ترانهٔ اصلی آلبوم بسته‌بندی‌شده، پس از انتشار درصدر جدول تک‌آهنگ‌های گائون قرار گرفت و درمجموع ۶۲۵٬۰۰۰ نسخه فروخت.

## فهرست ترانه‌ها
| اکسوداس (نسخۀ کره‌ای) | اکسوداس (نسخۀ کره‌ای)                      | اکسوداس (نسخۀ کره‌ای)                                  | اکسوداس (نسخۀ کره‌ای)                                            | اکسوداس (نسخۀ کره‌ای) |
| شماره                | نام                                       | سراینده                                               | آهنگساز                                                         | مدت                  |
| -------------------- | ----------------------------------------- | ----------------------------------------------------- | --------------------------------------------------------------- | -------------------- |
| ۱.                   | «عزیزم بهم زنگ بزن»                       | جو یون-کیونگ، جنیوئری ایتث (جم فکتوری)، کیم دونگ-هیون | تدی رایلی، دی‌اُ‌ام، لی هیون-سونگ، جی.سول، دانتا جانسون            | ۳:۳۱                 |
| ۲.                   | «ترانسفورمر»                              | کنزی                                                  | کنزی، جاناتان ییپ، جرمی ریوز، ری رامیولس، ری مک‌کالیک            | ۳:۴۷                 |
| ۳.                   | «چی می‌شد اگه..»                           | سو جی-اوم                                             | د آندرداگز، پاتریک «جی.کی» اسمیت، دیوین ویتمور، ادونیس شروپ‌شایر | ۴:۱۸                 |
| ۴.                   | «پاسخ من» (با صدای بک‌هیون، دی.اُ.، و سوهو) | لی جو-هیونگ                                           | لی جو-هیونگ                                                     | ۳:۳۳                 |
| ۵.                   | «اکسوداس»                                 | جو یون-کیونگ                                          | البی البرتسون، یوکا اوتسوکی، فابین استرانگل                     | ۳:۱۹                 |
| ۶.                   | «ال‌دورادو»                                | سو جی-اوم، لی یو-جین                                  | لیم کوانگ-ووک، میج، چیس                                         | ۳:۵۹                 |
| ۷.                   | «پلی‌بوی»                                  | جونگ‌هیون                                              | جونگ‌هیون، 위프리키                                              | ۳:۳۲                 |
| ۸.                   | «درد»                                     | ۱۰۰٪ سو-جونگ                                          | البی البرتسون                                                   | ۳:۳۹                 |
| ۹.                   | «بانوی شانس»                              | جو یون-کیونگ                                          | کماند فریکز، آندریاس استون یوهانسون                             | ۳:۳۳                 |
| ۱۰.                  | «زیبا»                                    | لی چه-یون (جم فکتوری)                                 | تدی رایلی، دی‌اُ‌ام، ریچارد گارسیا، دانتا جانسون، لابیرن والتون    | ۴:۰۳                 |
| مجموع مدت:           | مجموع مدت:                                | مجموع مدت:                                            | مجموع مدت:                                                      | ۳۷:۱۴                |

| اکسوداس (نسخۀ چینی) | اکسوداس (نسخۀ چینی)                 | اکسوداس (نسخۀ چینی)  | اکسوداس (نسخۀ چینی)                                             | اکسوداس (نسخۀ چینی) |
| شماره               | نام                                 | سراینده              | آهنگساز                                                         | مدت                 |
| ------------------- | ----------------------------------- | -------------------- | --------------------------------------------------------------- | ------------------- |
| ۱.                  | «عزیزم بهم زنگ بزن»                 | 代岳东               | تدی رایلی، دی‌اُ‌ام، لی هیون-سونگ، جی.سول، دانتا جانسون            | ۳:۳۱                |
| ۲.                  | «ترانسفورمر»                        | تی-کراش              | کنزی، جاناتان ییپ، جرمی ریوز، ری رامیولس، ری مک‌کالیک            | ۳:۴۷                |
| ۳.                  | «چی می‌شد اگه..» (به‌همراه دی.اُ.)     | 黄贞颖 آناکید        | د آندرداگز، پاتریک «جی.کی» اسمیت، دیوین ویتمور، ادونیس شروپ‌شایر | ۴:۱۸                |
| ۴.                  | «پاسخ من» (با صدای چن، لی، و دی.اُ.) | 代岳东               | لی جو-هیونگ                                                     | ۳:۳۳                |
| ۵.                  | «اکسوداس»                           | 周炜杰               | البی البرتسون، یوکا اوتسوکی، فابین استرانگل                     | ۳:۱۹                |
| ۶.                  | «ال‌دورادو»                          | 王雅君 (وانگ یا جون) | لیم کوانگ-ووک، میج، چیس                                         | ۳:۵۹                |
| ۷.                  | «پلی‌بوی» (به‌همراه دی.اُ.)            | 王雅君               | جونگ‌هیون، 위프리키                                              | ۳:۳۲                |
| ۸.                  | «درد»                               | 周炜杰               | البی البرتسون                                                   | ۳:۳۹                |
| ۹.                  | «بانوی شانس» (به‌همراه دی.اُ.)        | 黄贞颖 آناکید        | کماند فریکز، آندریاس استون یوهانسون                             | ۳:۳۳                |
| ۱۰.                 | «زیبا» (به‌همراه بک‌هیون)             | 周禹成               | تدی رایلی، دی‌اُ‌ام، ریچارد گارسیا، دانتا جانسون، لابیرن والتون    | ۴:۰۳                |
| مجموع مدت:          | مجموع مدت:                          | مجموع مدت:           | مجموع مدت:                                                      | ۳۷:۱۴               |

| درست عاشقم باش - آلبوم بسته‌بندی‌شده (نسخۀ کره‌ای) | درست عاشقم باش - آلبوم بسته‌بندی‌شده (نسخۀ کره‌ای) | درست عاشقم باش - آلبوم بسته‌بندی‌شده (نسخۀ کره‌ای)       | درست عاشقم باش - آلبوم بسته‌بندی‌شده (نسخۀ کره‌ای)                                                      | درست عاشقم باش - آلبوم بسته‌بندی‌شده (نسخۀ کره‌ای) |
| شماره                                           | نام                                             | سراینده                                               | آهنگساز                                                                                              | مدت                                             |
| ----------------------------------------------- | ----------------------------------------------- | ----------------------------------------------------- | --- | ----------------------------------------------- |
| ۱.                                              | «درست عاشقم باش»                                | اُه یو-ون (جم فکتوری)، کیم دونگ-هیون                   | دنزل «دی‌آر» رمیدیوس، نرمین هارم‌بیسیک، کورتنی وولسی، پیتر تامباکیس، رایان اس. جان، جارا لافایت گیبسون | ۳:۲۵                                            |
| ۲.                                              | «عشق لطیف»                                      | گه‌کو                                                  | گه‌کو، لیم کوانگ-ووک، رایان کیم، میستازو، دوری، چیس                                                   | ۳:۳۶                                            |
| ۳.                                              | «عزیزم بهم زنگ بزن»                             | جو یون-کیونگ، جنیوئری ایتث (جم فکتوری)، کیم دونگ-هیون | تدی رایلی، دی‌اُ‌ام، لی هیون-سونگ، جی.سول، دانتا جانسون                                                 | ۳:۳۱                                            |
| ۴.                                              | «ترانسفورمر»                                    | کنزی                                                  | کنزی، جاناتان ییپ، جرمی ریوز، ری رامیولس، ری مک‌کالیک                                                 | ۳:۴۷                                            |
| ۵.                                              | «چی می‌شد اگه..»                                 | سو جی-اوم                                             | د آندرداگز، پاتریک «جی.کی» اسمیت، دیوین ویتمور، ادونیس شروپ‌شایر                                      | ۴:۱۸                                            |
| ۶.                                              | «پاسخ من» (با صدای بک‌هیون، دی.اُ.، و سوهو)       | لی جو-هیونگ                                           | لی جو-هیونگ                                                                                          | ۳:۳۳                                            |
| ۷.                                              | «اکسوداس»                                       | جو یون-کیونگ                                          | البی البرتسون، یوکا اوتسوکی، فابین استرانگل                                                          | ۳:۱۹                                            |
| ۸.                                              | «ال‌دورادو»                                      | سو جی-اوم، لی یو-جین                                  | لیم کوانگ-ووک، میج، چیس                                                                              | ۳:۵۹                                            |
| ۹.                                              | «پلی‌بوی»                                        | جونگ‌هیون                                              | جونگ‌هیون، 위프리키                                                                                   | ۳:۳۲                                            |
| ۱۰.                                             | «عشق اوّل»                                       | ایسوران                                               | سدریک «دابنچرما» اسمیت، کینون مور، هنری هیل، احمد راسل، کاترین آن، دنی جونز، زو پریلمن               | ۴:۰۲                                            |
| ۱۱.                                             | «درد»                                           | ۱۰۰٪ سو-جونگ                                          | البی البرتسون                                                                                        | ۳:۳۹                                            |
| ۱۲.                                             | «بانوی شانس»                                    | جو یون-کیونگ                                          | کماند فریکز، آندریاس استون یوهانسون                                                                  | ۳:۳۳                                            |
| ۱۳.                                             | «زیبا»                                          | لی چه-یون (جم فکتوری)                                 | تدی رایلی، دی‌اُ‌ام، ریچارد گارسیا، دانتا جانسون، لابیرن والتون                                         | ۴:۰۳                                            |
| ۱۴.                                             | «اکسو ۲۰۱۴» (قول)                               | چن، چان‌یول                                            | لی، دیز                                                                                              | ۴:۴۶                                            |
| مجموع مدت:                                      | مجموع مدت:                                      | مجموع مدت:                                            | مجموع مدت:                                                                                           | ۵۳:۰۳                                           |

| درست عاشقم باش - آلبوم بسته‌بندی‌شده (نسخۀ چینی) | درست عاشقم باش - آلبوم بسته‌بندی‌شده (نسخۀ چینی) | درست عاشقم باش - آلبوم بسته‌بندی‌شده (نسخۀ چینی)   | درست عاشقم باش - آلبوم بسته‌بندی‌شده (نسخۀ چینی)                                                       | درست عاشقم باش - آلبوم بسته‌بندی‌شده (نسخۀ چینی) |
| شماره                                          | نام                                            | سراینده                                          | آهنگساز                                                                                              | مدت                                            |
| ---------------------------------------------- | ---------------------------------------------- | ------------------------------------------------ | --- | ---------------------------------------------- |
| ۱.                                             | «درست عاشقم باش»                               | اُه یو-ون (جم فکتوری)، کیم دونگ-هیون، ایم هون یوپ | دنزل «دی‌آر» رمیدیوس، نرمین هارم‌بیسیک، کورتنی وولسی، پیتر تامباکیس، رایان اس. جان، جارا لافایت گیبسون | ۳:۲۵                                           |
| ۲.                                             | «عشق لطیف»                                     | گه‌کو، 王雅君 (وانگ یا جون)                       | گه‌کو، لیم کوانگ-ووک، رایان کیم، میستازو، دوری، چیس                                                   | ۳:۳۶                                           |
| ۳.                                             | «عزیزم بهم زنگ بزن»                            | 代岳东                                           | تدی رایلی، دی‌اُ‌ام، لی هیون-سونگ، جی.سول، دانتا جانسون                                                 | ۳:۳۱                                           |
| ۴.                                             | «ترانسفورمر»                                   | تی-کراش                                          | کنزی، جاناتان ییپ، جرمی ریوز، ری رامیولس، ری مک‌کالیک                                                 | ۳:۴۷                                           |
| ۵.                                             | «چی می‌شد اگه..» (به‌همراه دی.اُ.)                | 黄贞颖 آناکید                                    | د آندرداگز، پاتریک «جی.کی» اسمیت، دیوین ویتمور، ادونیس شروپ‌شایر                                      | ۴:۱۸                                           |
| ۶.                                             | «پاسخ من» (با صدای چن، لی، و دی.اُ.)            | 代岳东                                           | لی جو-هیونگ                                                                                          | ۳:۳۳                                           |
| ۷.                                             | «اکسوداس»                                      | 周炜杰                                           | البی البرتسون، یوکا اوتسوکی، فابین استرانگل                                                          | ۳:۱۹                                           |
| ۸.                                             | «ال‌دورادو»                                     | 王雅君 (وانگ یا جون)                             | لیم کوانگ-ووک، میج، چیس                                                                              | ۳:۵۹                                           |
| ۹.                                             | «پلی‌بوی» (به‌همراه دی.اُ.)                       | 王雅君                                           | جونگ‌هیون، 위프리키                                                                                   | ۳:۳۲                                           |
| ۱۰.                                            | «عشق اوّل»                                      | ایسوران، جو وو سونگ                              | سدریک «دابنچرما» اسمیت، کینون مور، هنری هیل، احمد راسل، کاترین آن، دنی جونز، زو پریلمن               | ۴:۰۲                                           |
| ۱۱.                                            | «درد»                                          | 周炜杰                                           | البی البرتسون                                                                                        | ۳:۳۹                                           |
| ۱۲.                                            | «بانوی شانس» (به‌همراه دی.اُ.)                   | 黄贞颖 آناکید                                    | کماند فریکز، آندریاس استون یوهانسون                                                                  | ۳:۳۳                                           |
| ۱۳.                                            | «زیبا» (به‌همراه بک‌هیون)                        | 周禹成                                           | تدی رایلی، دی‌اُ‌ام، ریچارد گارسیا، دانتا جانسون، لابیرن والتون                                         | ۴:۰۳                                           |
| ۱۴.                                            | «اکسو ۲۰۱۴» (قول)                              | چن، لی                                           | لی، دیز                                                                                              | ۴:۴۶                                           |
| مجموع مدت:                                     | مجموع مدت:                                     | مجموع مدت:                                       | مجموع مدت:                                                                                           | ۵۳:۰۳                                          |

## موقعیت در جداول

### نسخه‌های کره‌ای و چینی
| جدول (۲۰۱۵)                          | بالاترین موقعیت | بالاترین موقعیت | بالاترین موقعیت         | بالاترین موقعیت        | فروش                              |
| جدول (۲۰۱۵)                          | اکسوداس (کره‌ای) | اکسوداس (چینی)  | دوستم داشته باش (کره‌ای) | دوستم داشته باش (چینی) | فروش                              |
| ------------------------------------ | --------------- | --------------- | ----------------------- | ---------------------- | --------------------------------- |
| جدول هفتگی آلبوم‌های گائون کرهٔ جنوبی  | ۱               | ۲               | ۱                       | ۲                      | - کره: ۱٬۱۵۰٬۲۵۵+ - ژاپن: ۷۸٬۲۰۰+ |
| جدول ماهانهٔ آلبوم‌های گائون کرهٔ جنوبی | ۱               | ۲               | ۱                       | ۲                      | - کره: ۱٬۱۵۰٬۲۵۵+ - ژاپن: ۷۸٬۲۰۰+ |
| جدول سالانهٔ آلبوم‌های گائون کرهٔ جنوبی | TBA             | TBA             | TBA                     | TBA                    | - کره: ۱٬۱۵۰٬۲۵۵+ - ژاپن: ۷۸٬۲۰۰+ |
| جدول هفتگی آلبوم‌های اریکن ژاپن       | ۴               | ۷               | ۹                       | ۱۴                     | - کره: ۱٬۱۵۰٬۲۵۵+ - ژاپن: ۷۸٬۲۰۰+ |
| جدول ماهانهٔ آلبوم‌های اریکن ژاپن      | ۲۳              | ۴۶              | —                       | —                      | - کره: ۱٬۱۵۰٬۲۵۵+ - ژاپن: ۷۸٬۲۰۰+ |

### تمامی نسخه‌ها
| جدول (۲۰۱۵)                        | بالاترین موقعیت | بالاترین موقعیت | فروش             |
| جدول (۲۰۱۵)                        | اکسوداس         | دوستم داشته باش | فروش             |
| ---------------------------------- | --------------- | --------------- | ---------------- |
| بیلبورد ۲۰۰ آمریکا                 | ۹۵              | —               | - آمریکا: ۶٬۰۰۰+ |
| جدول آلبوم‌های مستقل بیلبورد آمریکا | ۱۵              | —               | - آمریکا: ۶٬۰۰۰+ |
| جدول فروش آلبوم‌های بیلبورد آمریکا  | ۷۰              | —               | - آمریکا: ۶٬۰۰۰+ |
| جدول جهانی آلبوم‌های بیلبورد        | ۱               | ۲               | - آمریکا: ۶٬۰۰۰+ |